# Jöns Wulff

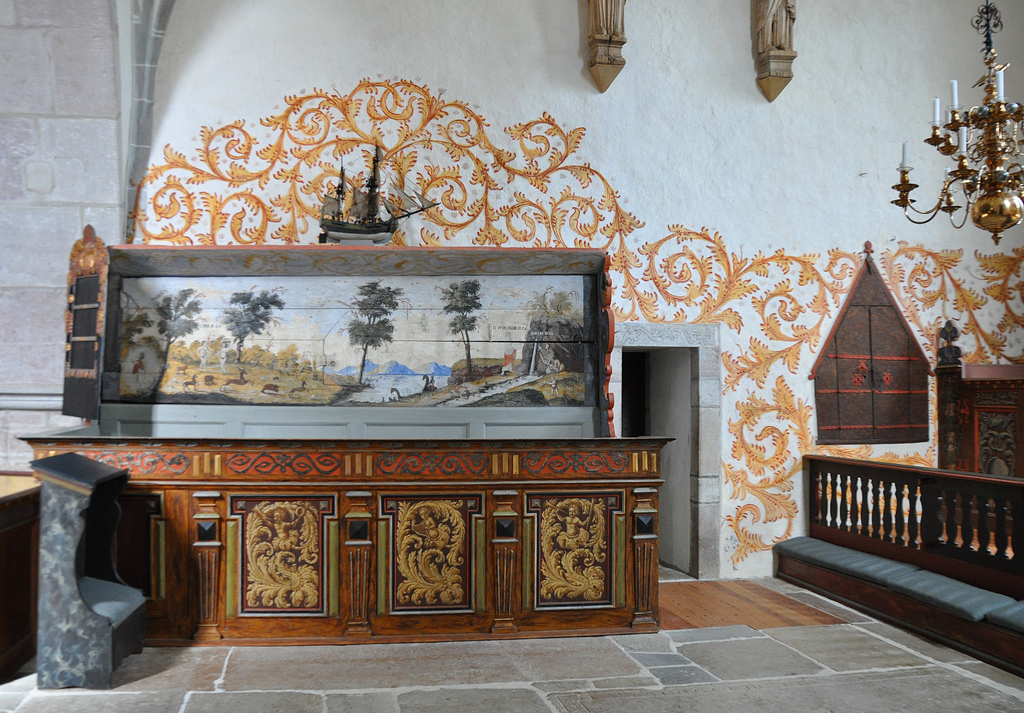
Den målade korbänken i Bro kyrka.

Jöns Wulff (Ulf, Wulf), död 1732, var en svensk kyrkomålare.
Wulff var målargesäll vid amiralitetet i Karlskrona då han sålde sitt hus för att flytta till Visby 1721. Wulf var flitigt anlitad som målare och av hans bevarade målningar kan man se att han var en betydande konstnär. Bland hans arbeten märks målningar på läktaren i Listerby kyrka i Blekinge, den målade läktaren i Nättraby kyrka, predikstolen i Hejnums kyrka 1721, predikstolen samt en skriftestol och en korbänk i Bro kyrka 1723, altaruppsats för Tofta kyrka 1724, predikstolen i Lye kyrka 1726, bänkskärmar i Hogräns kyrka samt predikstolen och ett epitafium i Valls kyrka 1728. Wulf är representerad vid Gotlands fornsal i Visby.